# Kakerbeck
Kakerbeck este o comună din landul Saxonia-Anhalt, Germania.